# Lavaldens
Lavaldens es una comuna francesa situada en el departamento de Isère, en la región de Auvernia-Ródano-Alpes.

## Demografía
| 246 | 224 | 157 | 146 | 131 | 139 | 152 |
| Para los censos de 1962 a 1999 la población legal corresponde a la población sin duplicidades (Fuente: INSEE [Consultar]) |     |     |     |     |     |     |